# رومانو كريستوف
رومانو كريستوف (بالإسبانية: Romano Kristoff)‏ هو ممثل إسباني، ولد في القرن 20 في إسبانيا.

## وصلات خارجية
- رومانو كريستوف على موقع IMDb (الإنجليزية)
- رومانو كريستوف على موقع ألو سيني (الفرنسية)
- رومانو كريستوف على موقع أول موفي (الإنجليزية)
- رومانو كريستوف على موقع قاعدة بيانات الفيلم (الإنجليزية)
- رومانو كريستوف على موقع كينوبويسك (الروسية)